# Кочабамба (департман)
Кочабамба (шп. Cochabamba кечуа:Quchapampa suyu),  један је од девет департмана Вишенационалне Државе Боливије. Департман се налази у централном делу државе. Покрива укупну површину од 55.631 км ² и има  1.861.924 становника (2010). 
Највећи град и административни центар департмана је истоимени град Кочабамба.
Департман Кочабамба је подељен на 16 покрајина, које су даље подељене у 47 општина, односно 144 кантона.